# Braunschweig Hauptbahnhof
Braunschweig Hauptbahnhof is een spoorwegstation in de Duitse plaats Braunschweig, het ligt 1,6 kilometer ten zuidoosten van de binnenstad van Braunschweig en werd op 1 oktober 1960 geopend. Het knooppuntstation met 8 perronsporen hoort bij de meer dan 80 Duitse stations in de stationscategorie 2. Het station verving het oude in de stijl van het neoclassicisme opgetrokken kopstation ten zuiden van de Altstadt. Als voorbeeld voor de moderne architectuur uit de jaren 50 heeft het gebouw een monumentale status.

## Geschiedenis

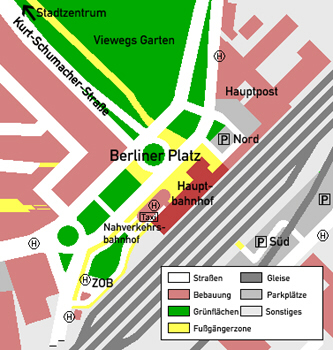
Plattegrond van het Hauptbahnhof (2006)

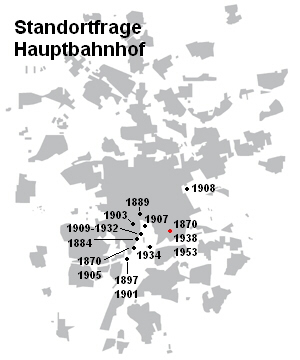
Locatievraagstuk over de plek van het station

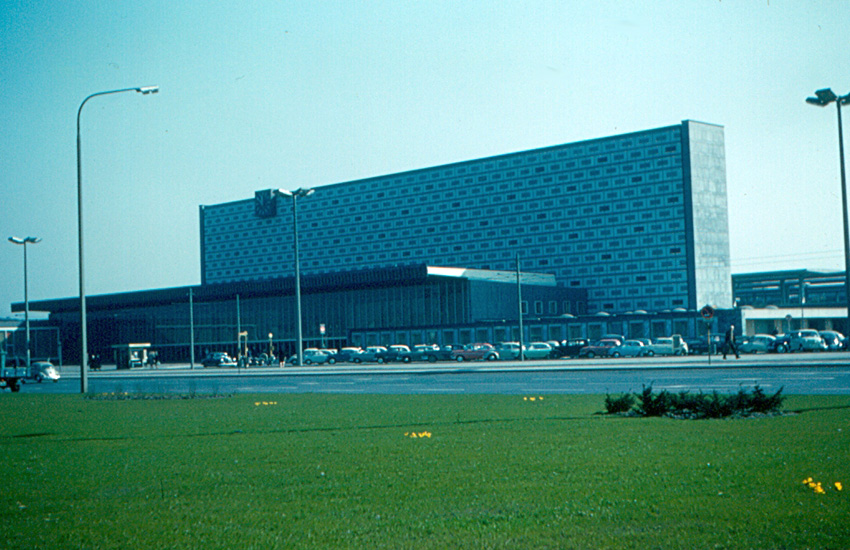
Het station kort na de opening (1961)

### Ostbahnhof
Op de locatie van het huidige Hauptbahnhof en het bijbehorende emplacement bevond zich oorspronkelijk het ooststation (Ostbahnhof). Deze werd in 1871 geopend en werd toen "Bahnhof St. Leonhard" genoemd en op 1 augustus 1889 is het station hernoemd. Het Ostbahnhof bediende voornamelijk goederenverkeer en werd veel voor het rangeren gebruikt.

### Locatie van een nieuw Hauptbahnhof
Als gevolg van het toenemende verkeer na de oorlog werd de behoefte van een nieuw Hauptbahnhof steeds groter. De bouw en de locatie van het oude kopstation was zeer ongunstig en voldeed niet meer aan de eisen van die tijd. Men besloot voor de bouw van een doorgangsstation in het huidige stadsdeel Vieweg Garten, zuidoostelijk van het centrum en hierdoor werden de plannen voor een verlegging uit de jaren 30 weer actueel.
Al in de jaren 30 begon men met het verleggen van de sporen voor een nieuw Hauptbahnhof. De definitieve locatie was een compromis, een locatie met zo laag mogelijke kosten en met zo klein mogelijke impact op de omgeving.
De eerste overleggen en ontwerpen voor een nieuw station waren er al in 1870 in het stadsontwikkelingsplan van Tappe. Al toen had de huidige locatie de voorkeur.
Meerdere plannen van 1870 tot 1934, onder andere het stationsplan van Rincklake uit 1889, voorzagen een nieuw station in de buurt van het huidige beursterrein in de buurt van Eisenbüttel (respectievelijk tussen Eisenbüttel en het oude station). In 1889 werd een 180 graden gedraaid station op dezelfde locatie voorzien. Een andere buitengewone verplaatsing was een idee uit 1908, het toekomstige station kwam in een noord-zuidrichting op het einde van de huidige Jasperallee. Dit idee vond geen aanhang, omdat het geplande tracé dwars door een woonwijk zou lopen.
Over de jaren kwamen er geen concrete afspraken. Het verbouwen van het oude station werd afgewezen, doordat de meerkosten hoger waren dan de bouw van een nieuw station. Het verplaatsen van het Hauptbahnhof werd steeds moeilijker, omdat eind negentiende eeuw het gebied rond de Altstadt dicht bebouwd was. Zo kostte het steeds meer moeite om het spoor te verleggen naar een nieuw tracé.
Tussen 1909 en 1932 waren er concrete plannen voor een nieuw doorgangsstation in het gebied van het huidige beursterrein, ook zuidelijk van het oude station. De plannen voor een nieuw station waren zo vergevorderd, dat andere ruimteontwikkelingsplannen hierop aangepast werden. Noordelijk van het station zou het Kaiser-Wilhelm-Platz ontstaan. Vanaf het Kaiser-Wilhelm-Platz zou een nieuwe brede hoofdstraat in noord-zuidrichting worden aangelegd, die het nieuwe station en de Altstadt verbinden. In de plannen stond ook dat er noordoostelijk van het station een nieuwe woonwijk zou worden ontwikkeld. Voor de realisering van de sporen ten oosten van het station heeft men waarschijnlijk de zuidelijke vijver in het Bürgerpark met aarde opgevuld en een deel van het industriegebied langs de huidige Böcklerstraße afgebroken.
In 1938 werd het ontwerp van 1870 weer bediscussieerd, de eerste plannen begonnen en de sporen werden verlegd. De Tweede Wereldoorlog zorgde ervoor dat het werk stil kwam te liggen. In de jaren 50 werden de plannen weer opgepakt en men besloot voor de geplande locatie uit 1938.

### Planning
In 1956 werd er een contract afgesloten tussen de Stad Braunschweig, de Deutsche Bundesbahn en de Braunschweigische Staatsbank voor de bouw van een doorgangsstation. In mei 1956 werd er een ontwerpwedstrijd uitgeschreven voor het nieuwe Hauptbahnhof, 51 voorstellen voor het nieuwe gebouw werden gedaan. Op 28 mei 1956 begonnen de grondwerkzaamheden voor de voetgangerstunnel. Op 27 juni 1956 werden de winnaars van de ontwerpwedstrijd bekendgemaakt. Er werden twee winnaars aangewezen, Erwin Dürkop uit Hannover en J. Kiesewetter uit Bayreuth.

### Bouw

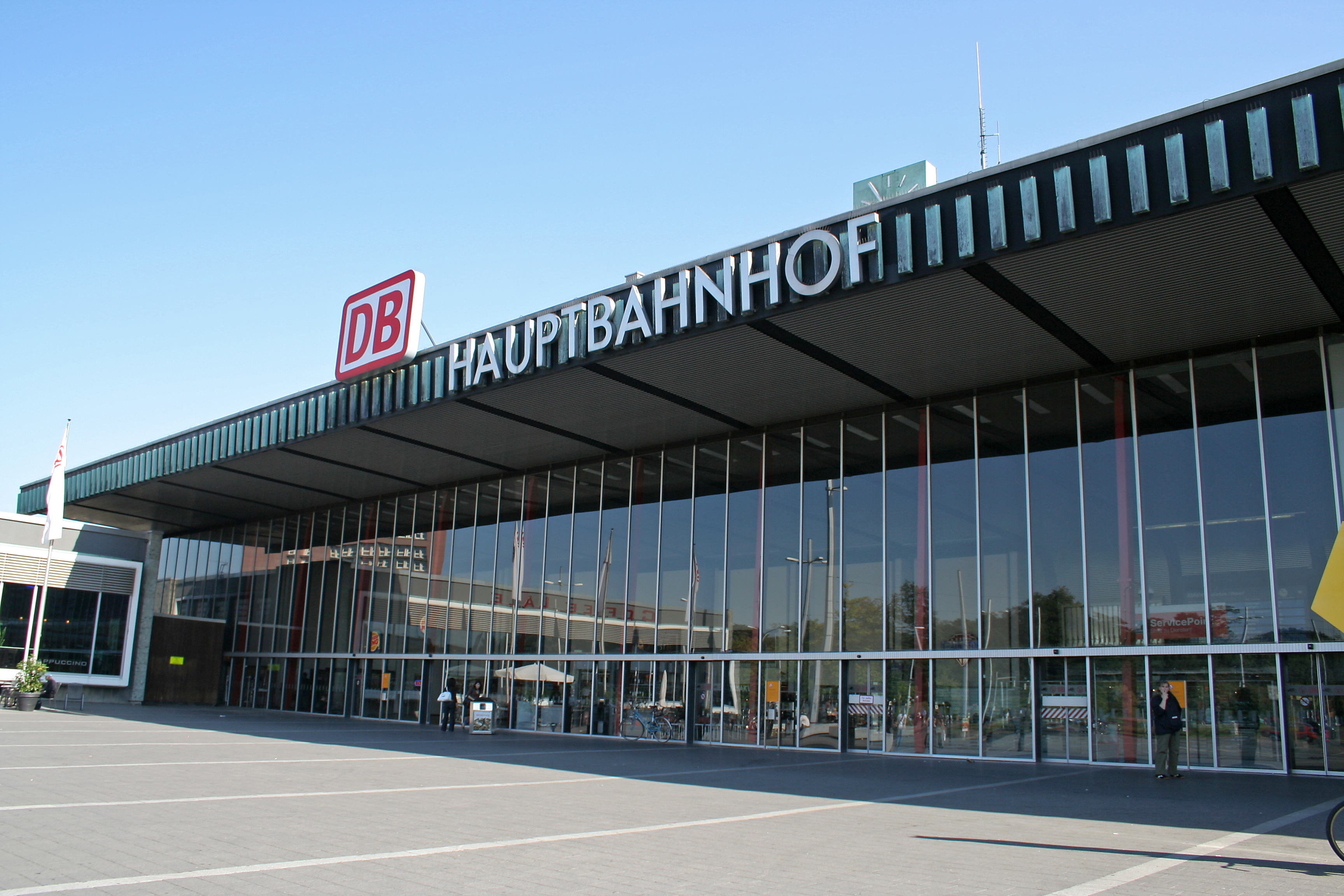
Entree (2006)

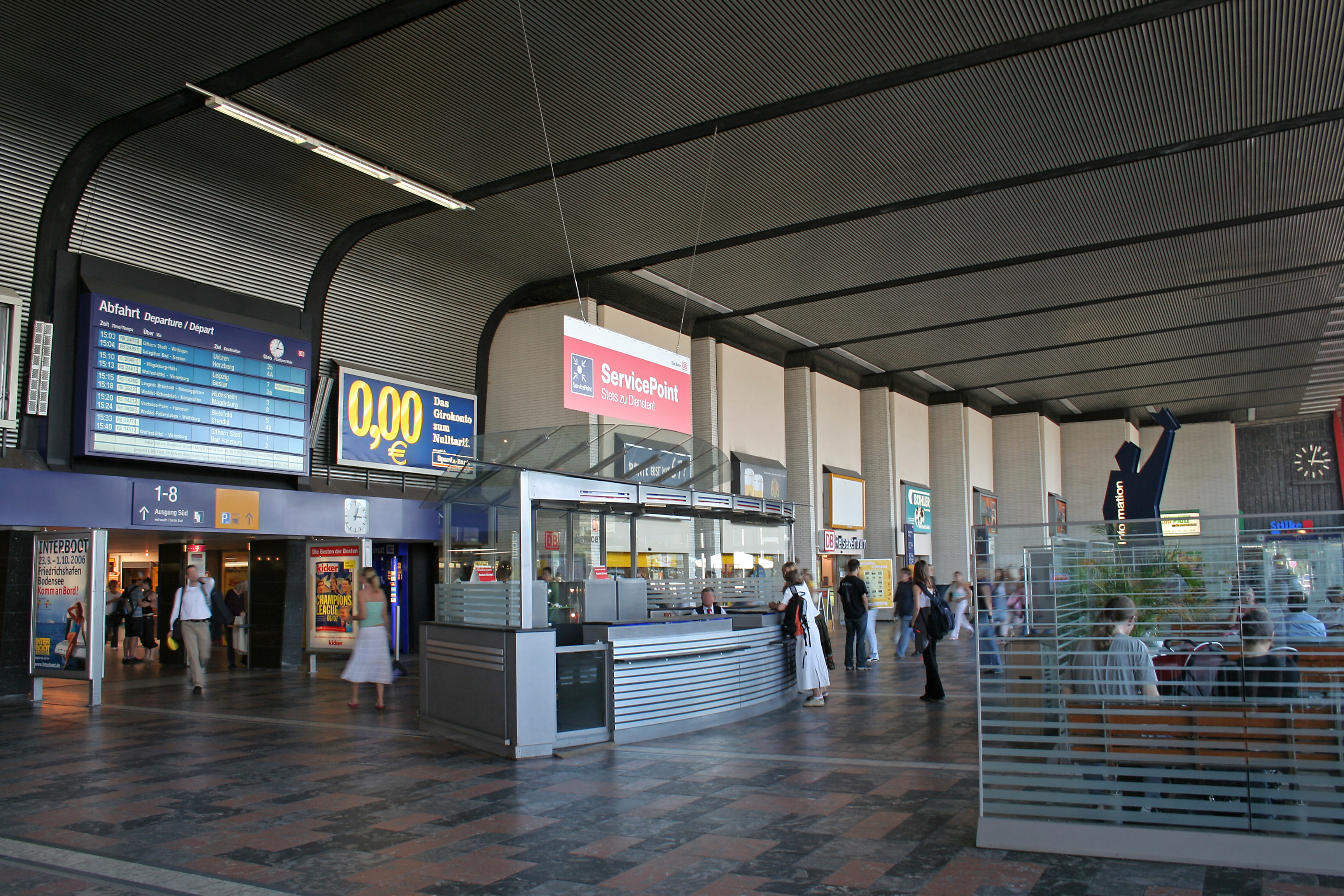
Stationshal (2006)

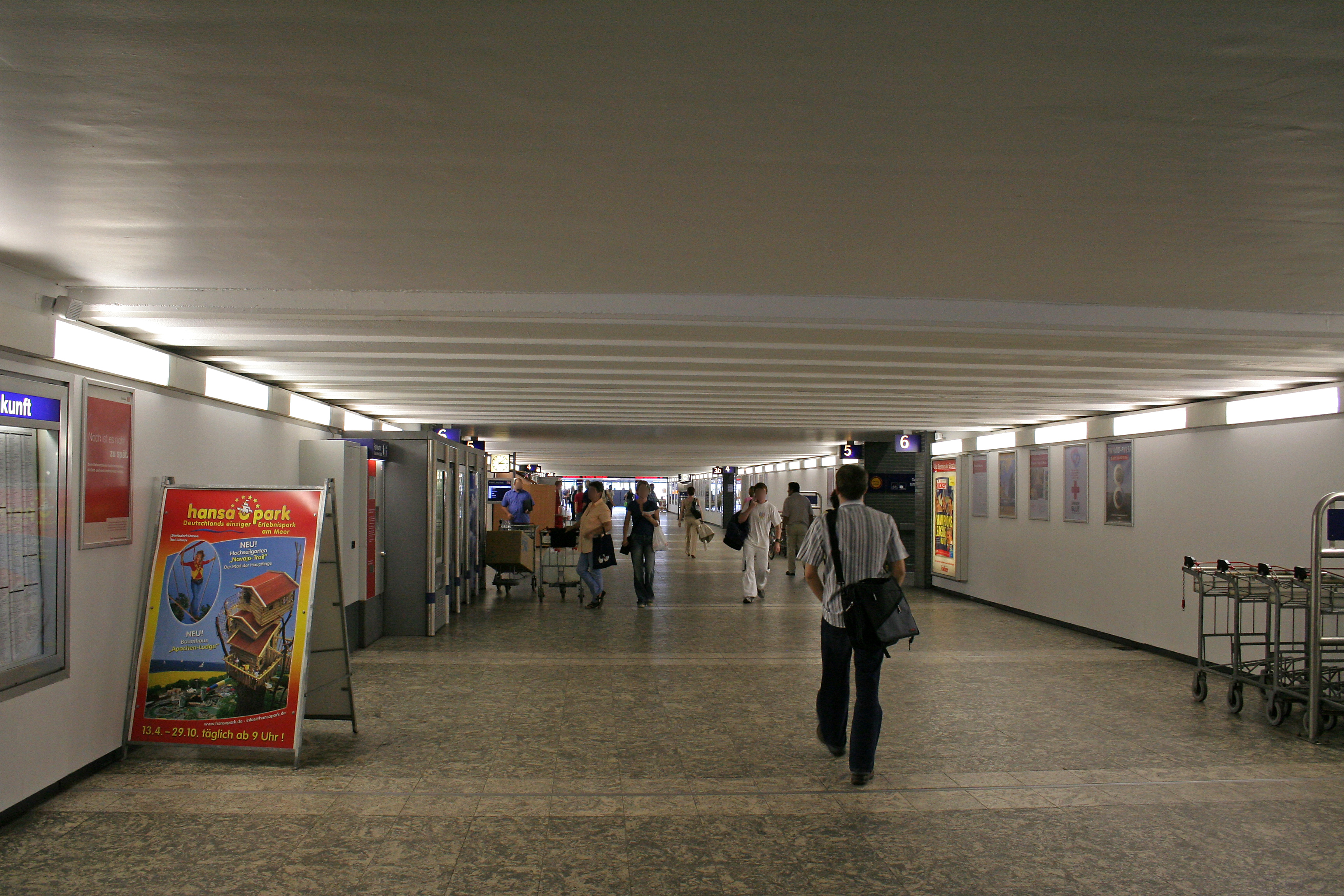
Voetgangerstunnel (2006)

De toenmalige bondsverkeersminister Seebohn zette op 19 februari 1957 de eerste spade in de grond. Op 7 november 1958 was de voetgangerstunnel gereed, op 21 november 1958 werd het met pannenbier gevierd. 
Op 24 maart 1959 werd de eerste steen gelegd voor het stationsgebouw en op 15 oktober 1959 werd ook hier het pannenbier ontkurkt. Na een driejarige bouwtijd en een tienjarige planningsfase werd het nieuwe Braunschweig Hauptbahnhof op 1 oktober 1960 geopend. Het stationsgebouw is ontworpen door, met een kantoorgebouw van 29 meter hoog en 98 meter breed, de architect van de Bundesbahnoberrat Dipl.-Ing. Erwin Dürkop. Voorbeeld was het station Roma Termini in Rome.

### Gebruik
Het Hauptbahnhof is sinds 1979 op het Intercity-net en sinds 1993 op het ICE-net aangesloten. In mei 1993 reed voor de eerste keer een Regional-Express van Braunschweig naar Maagdenburg.
Sinds 1993 heeft het stationsgebouw een monumentale status.
Op 25 en 26 oktober 2003 werd een nieuw elektronisch treindienstleiderspost in gebruik genomen, die 84 wissels en 102 seinen tussen Groß Gleidingen en Weddel aanstuurt vanuit de centrale in Hannover.
Tot 2010 was de enige mogelijkheid om met een fiets, kinderwagen of rolstoel de perrons te bereiken via de voormalige posttunnel buiten het stationsgebouw aan de oostelijke uiteindes van het perron. Het gebruik werd echter (zonder begeleiding van stationspersoneel) alleen aangegeven door borden (fietsen en kinderwagens kunnen ook de trappen in de stationshal worden opgedragen). Bij voetbalwedstrijden van Eintracht Braunschweig wordt deze tunnel ook gebruikt, om de fans van het uitspelende team vanaf het station en het parkeerterrein naar de pendelbussen naar het stadion (onder politiebegeleiding) te verplaatsen. Hierdoor blijven de uitspelende fans van het thuispubliek gescheiden waardoor eventuele confrontatie zoveel mogelijk wordt voorkomen.
Ten eerste werden alleen de perrons 3/4, 5/6 en 7/8 van liften voorzien, hiervoor werd een deel van de oostelijke trappen verwijderd om ruimte te maken voor de liften. Nadat de geplande RegioStadtBahn niet doorging werd ook het perron 1/2 met een lift voorzien waardoor elk perron nu toegankelijk is met een lift.

### Omgeving
In de omgeving van het nieuwe Hauptbahnhof ontstonden er vele ontwikkelingen. Belangrijkste doelstelling was het realiseren van het doortrekken van de Wilhelminischer Ring, een ringvormige straat die in de negentiende eeuw door Ludwig Winter bedacht en ontworpen werd, de bouw van een stationsplein en het inrichten van een stationsstraat tussen het Hauptbahnhof en het 2 kilometer verder gelegen centrum. Voor deze straat werden enkele huizen gesloopt. In augustus 1958 begonnen de sloop van de huizen in de Heitbergstraße, voor de hertracering van de straten. In februari 1960 volgde de afbraak van de woonhuizen aan de Friedrichsplatz. Voor het station ontstond het Berliner Platz, die in de loopt van de jaren 60 en 70 omgebouwd werden. In kader van het verplaatsen van de Hauptbahnhof werd ook het hoofdkantoor van de post verhuisd van de binnenstad naar het Berliner Platz.
In 1970 werd tussen het Hauptbahnhof en Hotel Atrium een voetgangersbrug over het Berliner Platz gebouwd (geopend: 15 juni 1970, in 1999 weer afgebroken), hierbij werd ook een café gebouwd.
In de daaropvolgende jaren werd de stationswijk heringericht. Het eerste deel werd in 1992 afgesloten, het tweede in juni 2006.

### OV-terminal

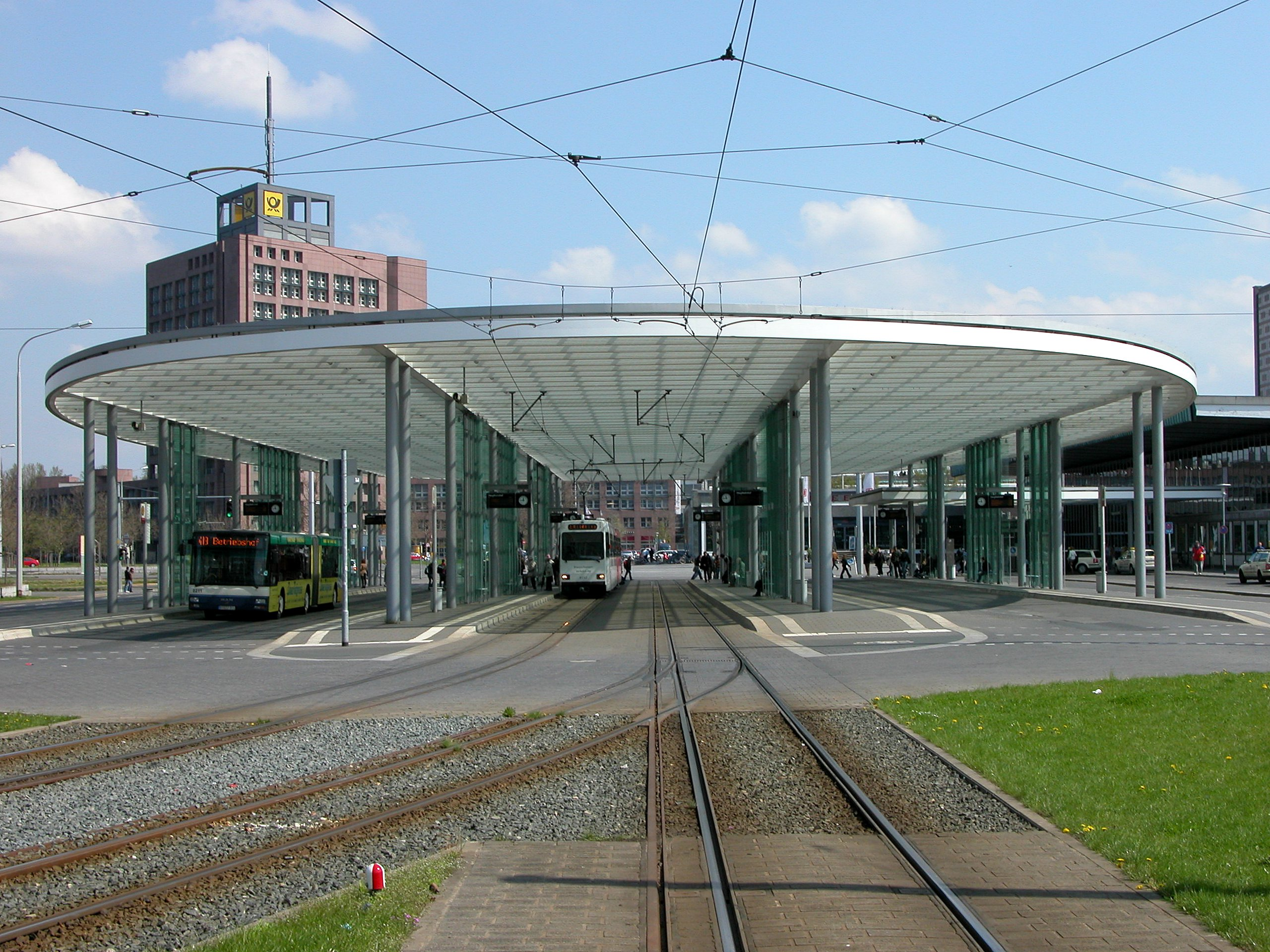
OV-terminal met bus en tram. Goed is te zien het drierailig spoor voor de RegioStadtBahn die er nooit is gekomen (2006)

In de jaren 1999 tot 2000 werd er voor de Expo 2000 een OV-terminal voor het station gebouwd. De inhuldiging van het 100 meter lange weersbestendige overkapping volgde in mei 2000. Gelijktijdig werden de eerste sporen (drierailig spoor) voor de geplande toekomstige normaalsporige tramlijn bij het Hauptbahnhof aangelegd. In 2005 werd een nieuwe tramverbinding via de Heinrich-Büssing-Ring naar het Hauptbahnhof geopend. De tram verbindt het Hauptbahnhof met de stadsdelen Heidberg, Melverode en Stöckheim in het zuiden van Braunschweig. De nieuwe tramas naar Stöckheim werd op 15 oktober 2006 in gebruik genomen. De tramlijnen 1, 2 (alleen in stille uren) en 5 en verschillende stads en streekbussen maken gebruik van de terminal.

#### RegioStadtBahn
In de OV-terminal zouden in 2014 de lijnen 1, 2, 3 en 10 van de geplande RegioStadtBahn halteren. In de eerste fase zou het Hauptbahnhof met het Nordbahnhof en met Salzgitter, Goslar, Bad Harzburg, Schöppenstedt, Gifhorn en Uelzen (stad) verbonden worden. Hiervoor zou de toekomstige RegioStadtBahn de twee spoorloze perrons van het OV-terminal gebruiken. De aansluiting op het spoorwegennet van DB Netz zou direct in de buurt van de OV-terminal via een helling op de spoordam worden aangesloten. Uiteindelijk gingen deze plannen vooralsnog niet door.

## Treinverbindingen

### Lokale verbindingen
Op de plaats van het huidige station relatief ver buiten het centrum reden oorspronkelijk geen trams. Het trambedrijf was echter volgens het contract met de DB verplicht het nieuwe station van een tramaansluiting te voorzien wat in 1960 dan ook gebeurde en het toen sterk verouderde en ingekrompen trambedrijf een nieuwe toekomst gaf en daarna sterk in omvang toe nam.
Het Hauptbahnhof beschikt over diverse tram en busverbindingen. Drie tramlijnen rijden vanaf het Hauptbahnhof richting de stadsdelen Stöckheim, Wenden, Heidberg, Siegfriedviertel en Broitzem. De bussen hebben zowel een lokale als een regionale bestemming.

### Regionale verbindingen
De volgende regionale treinverbindingen doen Braunschweig Hauptbahnhof aan:
| Serie | Treinsoort                       | Route | Bijzonderheden                                                                    |
| ----- | -------------------------------- | --- | --------------------------------------------------------------------------------- |
| RE 50 | Regional-Express (enno)          | Hildesheim Hbf – Braunschweig Hbf – Wolfsburg Hbf                                                                                   |                                                                                   |
| RE 60 | Regional-Express (Westfalenbahn) | Rheine – Osnabrück Hbf – Bünde (Westf) – Löhne (Westf) – Bad Oeynhausen – Minden (Westf) – Hannover Hbf – Lehrte – Braunschweig Hbf | Ems-Leine-Express 1x per twee uur                                                 |
| RE 70 | Regional-Express (Westfalenbahn) | Bielefeld Hbf – Herford – Löhne (Westf) – Bad Oeynhausen – Minden (Westf) – Hannover Hbf – Lehrte – Braunschweig Hbf                | Weser-Leine-Express 1x per twee uur                                               |
| RB 40 | Regionalbahn (DB Regio Südost)   | Braunschweig Hbf – Helmstedt – Eilsleben – Magdeburg Hbf – Burg – Genthin                                                           | Enkele treinen van/naar Genthin; Helmstedt - Burg 1x per twee uur in het weekend. |
| RB 42 | Regionalbahn (Erixx)             | Braunschweig Hbf – Wolfenbüttel – Vienenburg – Bad Harzburg                                                                         | Gekoppeld aan RB 43 in Vienenburg                                                 |
| RB 43 | Regionalbahn (Erixx)             | Braunschweig Hbf – Wolfenbüttel – Vienenburg – Goslar                                                                               | Gekoppeld aan RB 42 in Vienenburg                                                 |
| RB 44 | Regionalbahn (DB Regio Nord)     | Braunschweig Hbf – Salzgitter-Lebenstedt                                                                                            | 1x per twee uur in het weekend                                                    |
| RB 45 | Regionalbahn (DB Regio Nord)     | Braunschweig Hbf – Wolfenbüttel – Schöppenstedt                                                                                     | 1x per twee uur in het weekend.                                                   |
| RB 46 | Regionalbahn (DB Regio Nord)     | Braunschweig Hbf – Salzgitter-Ringelheim – Seesen – Herzberg (Harz)                                                                 | 1x per twee uur in het weekend.                                                   |
| RB 47 | Regionalbahn (Erixx)             | Braunschweig Hbf – Gifhorn – Wittingen – Uelzen                                                                                     | Rijdt eenmaal per twee uur                                                        |

### Langeafstandsverkeer
In Braunschweig stoppen twee ICE- en twee IC-lijnen van DB Fernverkehr. Alle vier de lijnen rijden eenmaal per twee uur. De ICE-lijnen 11 en 12 zorgen voor een uurfrequentie tussen Berlijn en Mannheim, terwijl de IC-lijnen 55 en 56 voor een uurfrequentie tussen Leipzig en Hannover zorgen.
| Serie  | Treinsoort                        | Route | Bijzonderheden |
| ------ | --------------------------------- | --- | --- |
| ICE 11 | InterCityExpress (DB Fernverkehr) | [ Berlin Ostbahnhof – Berlin Hbf – Berlin-Spandau – Braunschweig Hbf – Hildesheim Hbf – Göttingen – Kassel-Wilhelmshöhe – Fulda – Hanau Hbf – Frankfurt (Main) Hbf ] / [ Wiesbaden Hbf – Mainz Hbf – Worms Hbf ] – Mannheim Hbf – Stuttgart Hbf – Ulm Hbf – Augsburg Hbf – München-Pasing – München Hbf | Één trein van Wiesbaden naar München. |
| ICE 12 | InterCityExpress (DB Fernverkehr) | Berlin Ostbahnhof – Berlin Hbf – Berlin-Spandau – Wolfsburg Hbf – Braunschweig Hbf – Hildesheim Hbf – Göttingen – Kassel-Wilhelmshöhe – Fulda – Hanau Hbf – Frankfurt (Main) Hbf – Mannheim Hbf – Karlsruhe Hbf – Offenburg – Freiburg (Breisgau) Hbf – Basel Bad Bf – Basel SBB – Liestal – Olten – Bern – Thun – Spiez – Interlaken West – Interlaken Ost | |
| IC 55  | Intercity (DB Fernverkehr)        | Dresden Hbf – Riesa – Leipzig Hbf – Flughafen Leipzig/Halle – Halle (Saale) Hbf – Magdeburg Hbf – Braunschweig Hbf – Hannover Hbf – Bielefeld Hbf – Hamm (Westf) – Dortmund Hbf – [ Hagen Hbf – Wuppertal Hbf – Solingen Hbf – Köln Hbf ] / [ Bochum Hbf – Essen Hbf – Mülheim (Ruhr) Hbf – Duisburg Hbf – Düsseldorf Hbf – Köln Hbf – Bonn Hbf – Koblenz Hbf – Mainz Hbf – Mannheim Hbf – Heidelberg Hbf – Stuttgart Hbf – Ulm Hbf – Memmingen – Kempten (Allgäu) Hbf – Immenstadt – Oberstdorf ] | 1x per dag Leipzig - Oberstdorf via Duisburg en Düsseldorf. |
| IC 56  | Intercity (DB Fernverkehr)        | [ [ Norddeich Mole ] / [ Emden Außenhafen ] – Emden Hbf – Leer (Ostfriesl) – Oldenburg (Oldb) Hbf – Bremen Hbf – Hannover Hbf – Braunschweig Hbf ] / [ Warnemünde – Rostock Hbf – Bützow – Bad Kleinen – Schwerin Hbf – Ludwigslust – Wittenberge – Stendal Hbf ] – Magdeburg Hbf – [ Halle (Saale) Hbf – Leipzig Hbf ] / [ Brandenburg Hbf – Potsdam Hbf – Berlin Hbf – Berlin Ostbahnhof – Cottbus ]                                                                                             | Eén trein per dag vanaf Magdeburg Hbf naar Cottbus. Eén trein per dag vanaf Warnemünde. Tussen Norddeich Mole en Bremen Hbf worden ook plaatsbewijzen van het regionale verkeer geaccepteerd. |

## Architectuur

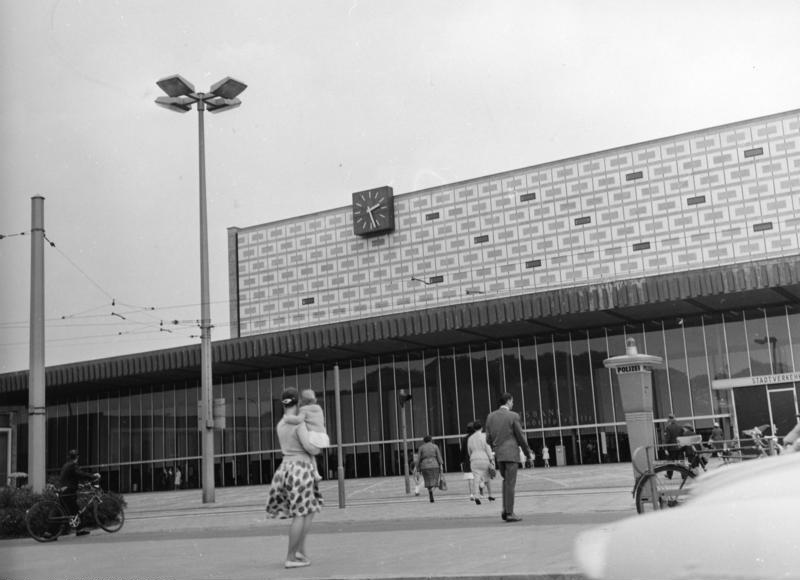
Hauptbahnhof in 1961

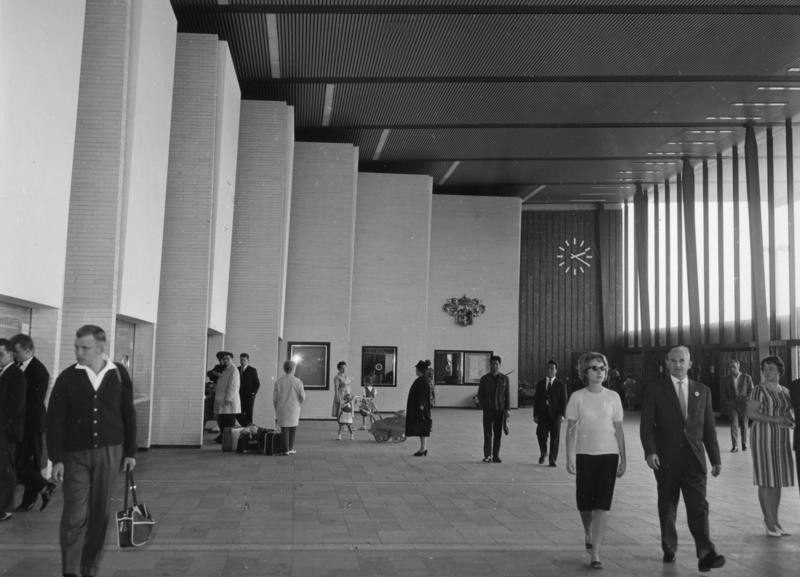
Stationshal in 1961

Het acht verdiepingen tellende kantoorgebouw, die onderdeel maakt van het stationsgebouw, is 98 meter lang en 29 hoog en is een architectonische afsluiting van de Kurt-Schumacher-Straße.
Vormgevend is de beton- en natuurstenen gevel van groene serpentiniet met koperelementen en de grote glazen gevel van de entree. Op het gebouw sluit links een restaurant aan en rechts een winkel. 
Boven aan de linkerzijde van de gevel van het kantoorgebouw bevindt zich een grote koperen klok. Boven de entree van het gebouw bevindt zich het logo van de Deutsche Bahn en de tekst Hauptbahnhof is in metaal uitgevoerd.

## Trivia

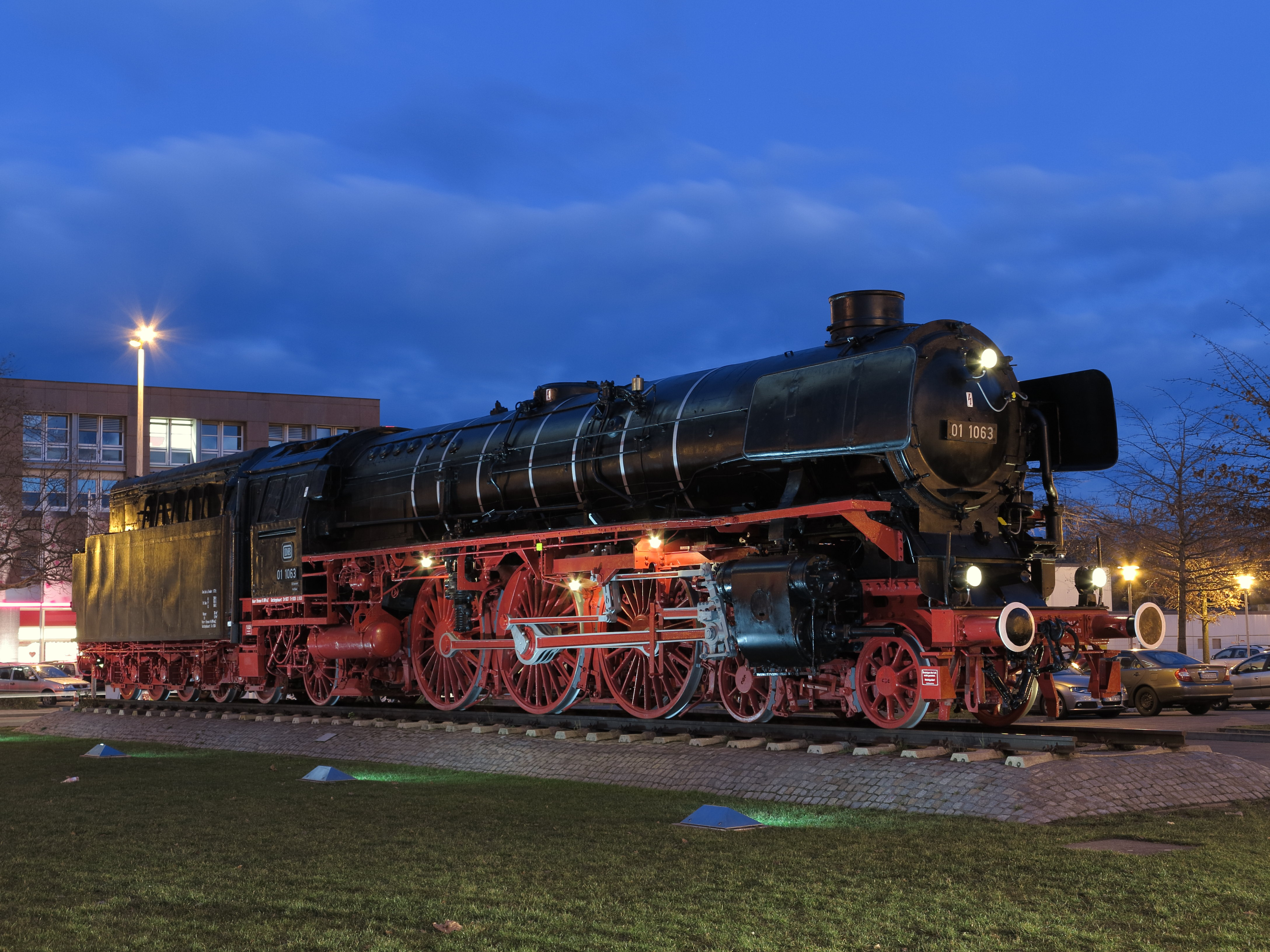
Locomotief 01 1063 in januari 2014, na een succesvolle restauratie

- Een in 1959 in Berlijn gestolen Rembrandt werd op 22 oktober 1961 na een anonieme tip in een bagagekluis in het Hauptbahnhof teruggevonden.
- Bij het 150-jarige bestaan van spoorwegen in Duitsland vond op 1 juni 1985 in het Hauptbahnhof een tentoonstelling met een live-uitzending van Deutschlandfunk plaats. 18.000 mensen bezochten de tentoonstelling met diverse treinen.
- Op 29 september 1996 kreeg de ICE 597 als eerste ICE de naam van een universiteit, deze werd naar de formele naam van de Technische Universiteit Braunschweig de Carolo-Wilhelmina genoemd.
- De sporen die naar het Hauptbahnhof lopen, liggen in de stadsgrenzen overwegend op een spoordijk. Deels werd voor de fundering puin en brokstukken uit de Altstadt gebruikt, die door de Tweede Wereldoorlog tot 90% beschadigd was.
- Het Hauptbahnhof beschikt in totaal over 850 fietsenrekken. Daarvan bevinden zich er 471 plekken in een bewaakte fietsenstalling in de kelder van het station. Daarnaast zijn er nog twee parkeerterreinen (Hauptbahnhof Nord en Hauptbahnhof Süd) met in totaal 560 parkeerplekken.
- De witte lijnen over het stationsplein lopen door in het stationsgebouw als rode pilaren in de stationshal en de stationsoverkappingen.
- Noordelijk van het stationsgebouw staat sinds april 1977 een stoomlocomotief van het type DRB Baureihe 01.10 (met het nummer 01 1063). Deze locomotief kwam in 1940 in dienst en was de laatste locomotief die het onderhoudsbedrijf in Braunschweig verliet toen het in 1977 werd gesloten.[11]

- Gemeinsame Normdatei: 4594982-7
- Library of Congress Control Number: sh2003001277
- Nationale Bibliotheek van Israël: 987007295296205171
- Virtual International Authority File: 242739370
- WorldCat: E39PBJqqtFqVk9HJFGB4PCkxDq

Hannover Hbf ·
Hannover-Kleefeld ·
Hannover Karl-Wiechert-Allee · 
Hannover-Anderten-Misburg ·
Ahlten (Han) ·
Lehrte ·
Hämelerwald ·
Vöhrum ·
Peine ·
Woltorf ·
Sierße ·
Vechelde ·
Groß Gleidingen ·
Broitzem ·
Braunschweig Hauptbahnhof